# Чемпионат Европы по дзюдо 1963
Чемпионат Европы по дзюдо 1963 года среди мужчин прошёл 11 мая в Женеве (Швейцария). Исходно планировалось провести чемпионат 1963 года в Люксембурге, а следующий чемпионат провести в Швейцарии, но место проведения впоследствии было перенесено.

## Медалисты

### Любители
| Весовая категория    | Золото      | Серебро            | Бронза                        |
| -------------------- | ----------- | ------------------ | ----------------------------- |
| До 68 кг             | Карл Ниц    | Никола Темпеста    | Энтони Суини Жорж Гресс       |
| До 80 кг             | Андре Бурро | Бруно Кармени      | Ян Окрой Герхард Цоттер       |
| Свыше 80 кг          | Жак ле Берр | Отто Смират        | Петер Херрман Стоян Стоякович |
| Абсолютная категория | Клаус Глан  | Анзор Киброцашвили | Херберт Ниман Борис Мищенко   |

### Профессионалы
| Весовая категория    | Золото         | Серебро        | Бронза                           |
| -------------------- | -------------- | -------------- | -------------------------------- |
| До 68 кг             | Арон Боголюбов | Ричард Боуэн   | Робер Форестье Роберт Джгамадзе  |
| До 80 кг             | Жак Норис      | Джордж Керр    | Дэвид Барнард Марсель Ноттола    |
| Свыше 80 кг          | Антон Гесинк   | Хенк Вармердам | Мишель Якубович Хельмут Ховиллер |
| Абсолютная категория | Антон Гесинк   | Виллем Дадема  | Дуглас Янг Армин Линднер         |

## Командный зачёт
| Место | Страна         | Золото | Серебро | Бронза | Всего |
| ----- | -------------- | ------ | ------- | ------ | ----- |
| 1     | Франция        | 3      | 0       | 4      | 7     |
| 2     | Нидерланды     | 2      | 2       | 0      | 4     |
| 3     | ГДР            | 1      | 1       | 3      | 5     |
| 4     | СССР           | 1      | 1       | 2      | 4     |
| 5     | ФРГ            | 1      | 0       | 1      | 2     |
| 6     | Великобритания | 0      | 2       | 3      | 5     |
| 7     | Италия         | 0      | 2       | 0      | 2     |
| 8     | Австрия        | 0      | 0       | 1      | 1     |
| 8     | Польша         | 0      | 0       | 1      | 1     |
| 8     | Югославия      | 0      | 0       | 1      | 1     |